# Ardisa
Ardisa település Spanyolországban,  Zaragoza tartományban. Ardisa Biscarrués, Lupiñén-Ortilla, Puendeluna, Murillo de Gállego, Luna és Valpalmas községekkel határos. Lakosainak száma 76 fő (2024).

## Népesség
A település lakosságának változását az alábbi diagram mutatja:
| Lakosok száma | 81   | 82   | 91   | 80   | 83   | 70   | 72   | 70   | 74   | 76   |
|               | 2001 | 2004 | 2007 | 2009 | 2012 | 2014 | 2017 | 2019 | 2022 | 2024 |